# Hashimoto Yuji
Yuji Hashimoto (sinh ngày 13 tháng 5 năm 1970) là một cầu thủ bóng đá người Nhật Bản.

## Sự nghiệp câu lạc bộ
Yuji Hashimoto đã từng chơi cho Gamba Osaka và Sagan Tosu.